# Idaea macrospila
Idaea macrospila är en fjärilsart som beskrevs av Louis Beethoven Prout 1926. Idaea macrospila ingår i släktet Idaea och familjen mätare. Inga underarter finns listade i Catalogue of Life.